# Pustertaler Schecken
Die Pustertaler Schecken oder Pustertaler Sprinzen, auch Pustertaler Rind genannt, sind eine Rasse des Hausrindes.

## Geschichte
Die Rasse wurde im Pustertal und dessen Seitentälern durch Einkreuzung von Schweizer Eringerrindern in die bodenständige Landrasse gezüchtet. Die Tiere sind vorwiegend weiß mit kastanien- bis hellbraunen oder schwarzen Platten an den Rumpfseiten, die sich zum Rand hin oft in kleine Flecken auflösen (Sprinzen). Die Kühe wiegen ca. 600–700 kg, Stiere ca. 900–1100 kg. Die Rasse wird meist zur Fleischerzeugung in der Mutterkuhhaltung eingesetzt. Nur wenige Kühe werden gemolken.
Im 19. Jahrhundert kam es zur Einkreuzung von Pinzgauern. Der Ausschluss von der Körung (1927) durch Erlass des landwirtschaftlichen Inspektorats führte zum Zusammenbruch dieser Rinderrasse. Erst seit etwa 1984 wird der Zucht dieser Rasse wieder mehr Bedeutung beigemessen.
Die Rasse wird heute in Deutschland, Österreich und Italien (Südtirol) gezüchtet. Die Bestandszahl der Rasse hat sich auf niedrigem Niveau stabilisiert. In Südtirol und in Österreich gibt es je rund 350 Tiere und in Deutschland etwa 200.
In Deutschland ist dieser Rinderrasse nach dem Rasseschlüssel die Kennung 75 zugewiesen.

## Bestandsentwicklung und Gefährdung
Für 2020 und auch 2021 wegen der Einschränkungen für Ausstellungen, Messen und Veranstaltungen durch die Covid-19-Pandemie ernannte die Gesellschaft zur Erhaltung alter und gefährdeter Haustierrassen (GEH) das Pustertaler Rind zusammen mit dem Kuhhund, der zum Hüten von Rindern eingesetzt wird, zur Gefährdeten Nutztierrasse des Jahres. Seit dem Jahre 1984 wird mit dieser Auswahl von der GEH besonders dringlich auf diejenigen heimischen Nutztiere hingewiesen, die es wegen der Agrarbiodiversität zu erhalten gilt, um regionale landwirtschaftliche Nutztiere als Kulturgut zu erhalten und auch als genetische Reserve zukünftig zur Verfügung zu haben.
Die Pustertaler stehen 2024 im Bereich „Rassen aus anderen Ländern“ auf der Roten Liste gefährdeter Nutztierrassen der GEH. Die GEH hat einen Betreuer für diese Rinderrasse berufen.